# Útok na Kapitol Spojených států amerických 2021

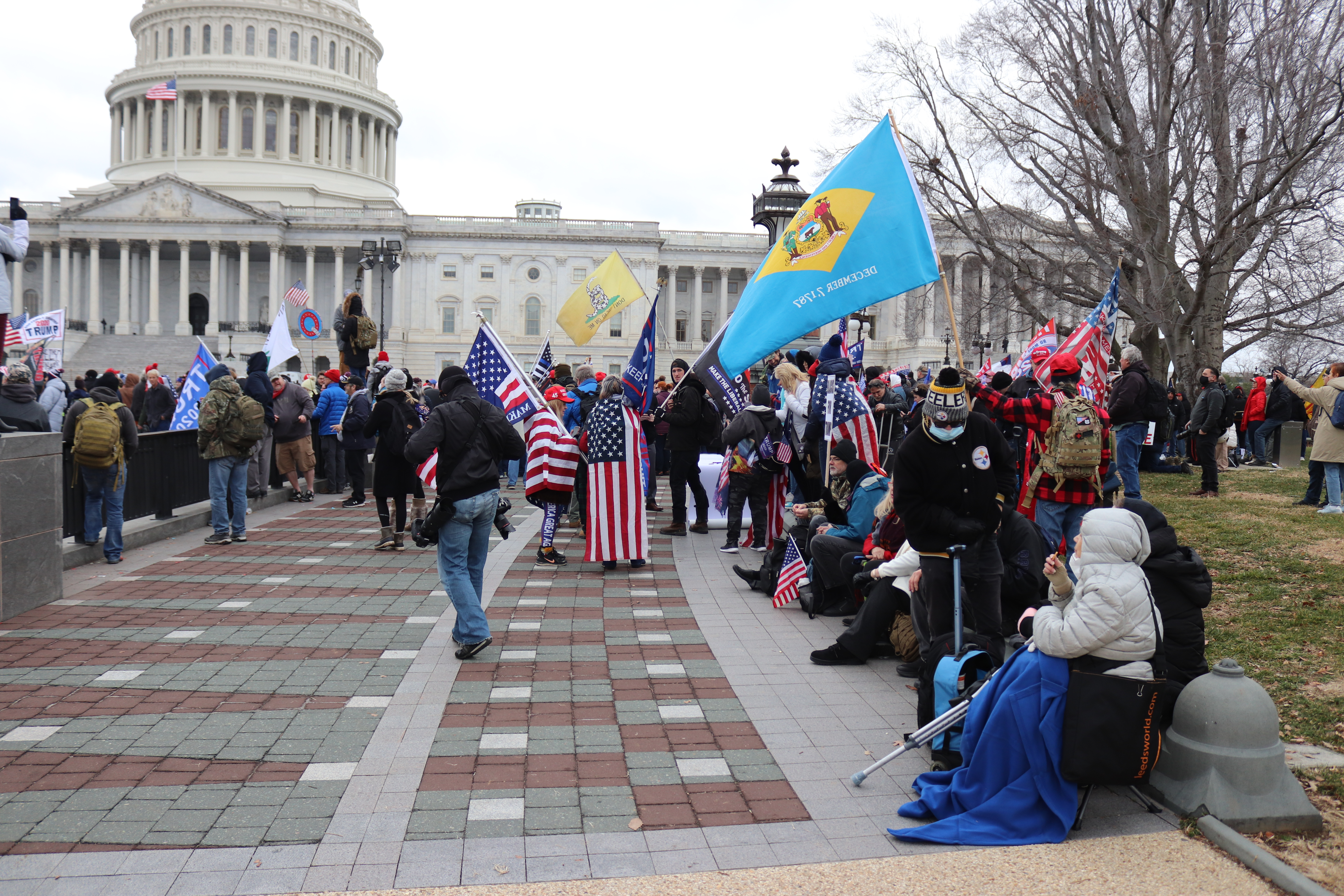
Demonstranti se začínají shromažďovat před Kapitolem

K útoku na Kapitol Spojených států amerických došlo 6. ledna 2021 ve Washingtonu, D.C. Před sídlem nejvyššího amerického zákonodárného sboru se sešli příznivci končícího amerického prezidenta Donalda Trumpa k protestům proti výsledku prezidentských voleb z podzimu 2020 a na podporu Trumpova požadavku, aby republikánský viceprezident Mike Pence a Kongres odmítli vítězství Joea Bidena. Část demonstrantů zaútočila na budovy obou komor Kongresu a dočasně pronikla i do obou jednacích sálů narychlo evakuovaných budov. Komplex byl opětovně zabezpečen až po dvou hodinách.
Během 3 let po událostech prokurátoři vznesli federální obvinění proti 1230 účastníkům, z nichž asi sto sedmdesát lidí bylo  odsouzeno porotami či soudci a přes 700 obviněných uzavřelo dohodu o vině a trestu. Z přibližně 750 trestů šlo téměř ve dvou třetinách o odnětí svobody, a to od několika dní až po 22 let. Vyšetřování událostí stále pokračuje (leden 2023) a dle deníku The New York Times se může počet obžalovaných nakonec až zdvojnásobit.

## Kontext
Po prezidentských volbách (zhruba od 7. listopadu 2020, kdy byly spočítány všechny hlasy) a po vítězství Josepha Bidena podal Trumpův tým cca 60 soudních žalob proti volebním výsledkům, které byly všechny zamítnuty pro nedostatek nebo v některých případech absenci důkazů. V tutéž dobu Donald Trump na Twitteru a v médiích mluvil (bez důkazů) o podvodech, kradení hlasů, manipulaci Demokratů, případech, kdy volili mrtví lidé, atd. zpochybňoval proces sčítání hlasů. Aktivní roli v tomto dění hráli i Rudy Giuliani a Sidney Powellová, a k tomuto narativu se postupně přidávali někteří další republikánští politici a nakonec i jeho příznivci. Trumpova nepodložená tvrzení o zmanipulovaných volbách, podle průzkumu provedeném společností Politico, již na konci listopadu 2020 dokázala přesvědčit 79 % přívrženců republikánů. Sentiment ukradených voleb získal heslo anglicky Stop the steal (česky přibližně Zastavte krádež). Jelikož datum sečtení hlasů volitelů, 6. ledna 2021, coby standardní bod volebního harmonogramu bylo dopředu známé, zval Donald Trump své podporovatele na shromáždění, zorganizované na stejný den, několik týdnů dopředu. V tweetu z 20. prosince napsal, že protest bude „divoký“ a vyzval své přívržence k boji.

## Průběh

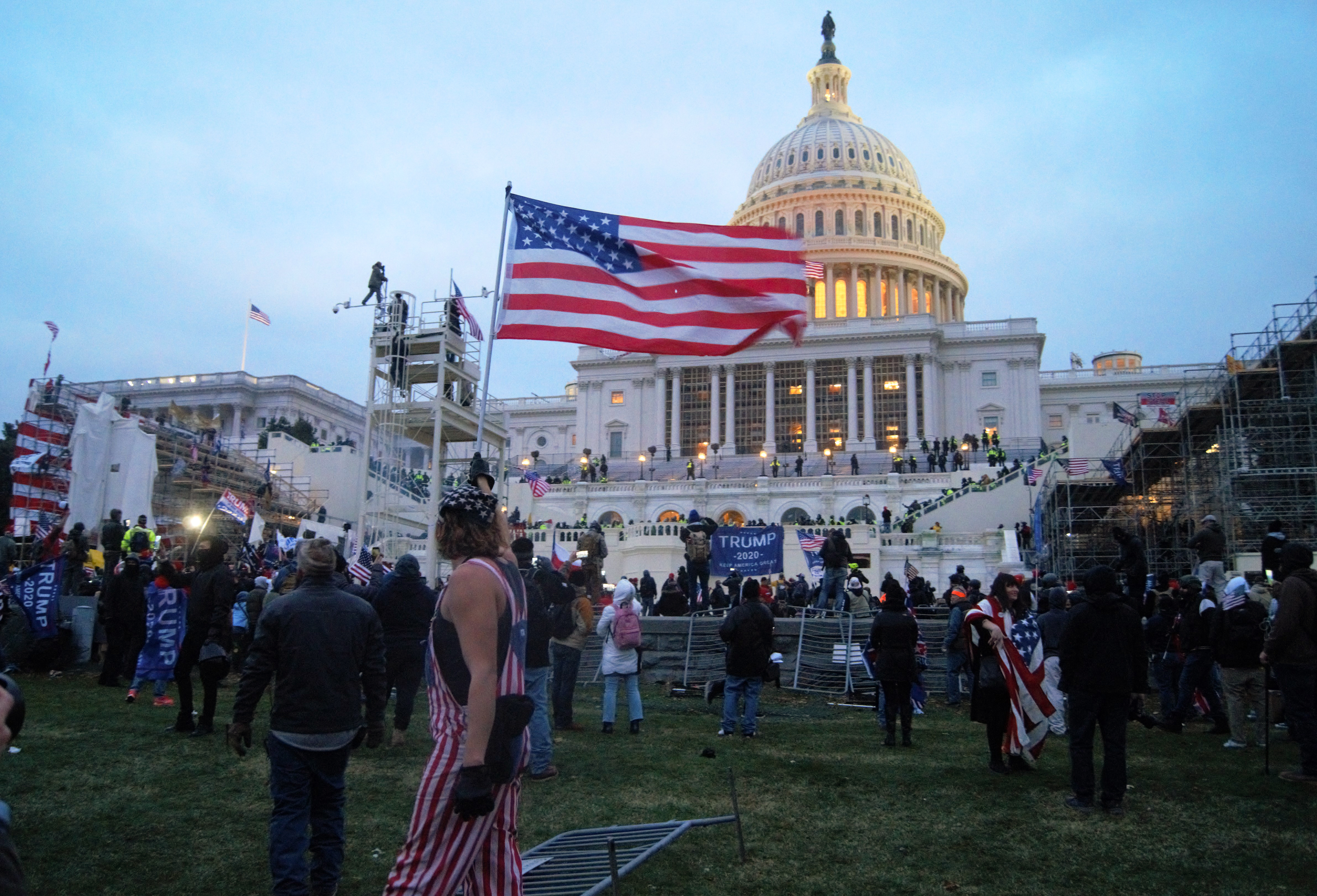
Protestující dav před Kapitolem s vlajkou USA

### „Norfolk memo“
FBI v Norfolku získala už 5. ledna informace ze sociálních sítí, podle kterých se demonstranti domlouvali na místě setkání, sdíleli navzájem plány tunelů pod Kapitolem a vyzývali k „připravenosti k válce“, „rozbíjení skla a vykopnutí dveří“. Ředitel FBI Christopher Wray při slyšení v Kongresu dne 2. března 2021 potvrdil, že informaci o chystaných akcích FBI obratem v řádu několika hodin odeslala i dalším složkám, včetně ochranky Kapitolu a Metropolitní policie. Zároveň uvedl, že násilí bylo výrazem domácího terorismu a FBI nemá žádné indicie, že by se ho kromě příznivců Donalda Trumpa zúčastnily organizace jako Antifa nebo anarchisté.

### Před útokem
Ráno 6. ledna místního času (EST) se demonstranti sešli na pochod „Zachraňte Ameriku“ (anglicky Save America March), akci pořádanou ve washingtonském parku Ellipse poblíž Bílého domu. Krátce před polednem si účastníci vyslechli projevy prezidenta Trumpa, jeho syna Donalda Trumpa mladšího, alabamského republikána Mo Brookse, prezidentova právního zástupce Rudyho Giulianiho. Předmětem byla vesměs tvrzení o ukradených a zmanipulovaných volbách. Posluchačům byly naznačeny i další kroky. Například, Rudy Giuliani řekl: „Kdo skrývá důkazy? Zločinci. […] Takže: mějme soudní proces prostřednictvím boje!“; Trump Jr. přidal: „Pokud budeš nula a ne hrdina, tak si pro tebe dojdeme.“, Mo Brooks: „Dnešek je den, kdy si budem zapisovat jména a nakopávat zadky!“. Nakonec Donald Trump řekl mimo jiné: „Nikdy se nevzdáme, nikdy neustoupíme. […] Přišli jsme si vyžádat, aby Kongres udělal 'správnou věc'. […] Nyní je na Kongresu, aby konfrontoval tento do očí bijící útok na naši demokracii.“ Dále své příznivce vyzval, aby „bojovali jako diví“, aby „získali naši zemi zpět“. Vyzval své příznivce, aby pochodovali ke Kapitolu, aby se pokusili zvrátit výsledek voleb. Řekl: „A po tomto půjdeme ke Kapitolu – a já tam budu s vámi… – jdeme ke Kapitolu a pokusíme se dát republikánům, těm slabým, hrdost a nebojácnost, kterou potřebují k tomu, aby si naši zemi vzali zpět.“
Krátce po projevech, asi ve 12:45, se dav lidí vydal ke Kapitolu, sídlu Kongresu, kde nejdříve narazil na zábrany a několik málo policistů. Někteří demonstrující celou událost natáčeli na mobilní telefony popř. ji přímo streamovali na sociální sítě. Existuje několik videí ukazujících, že v jistý moment konkrétní policisté demonstranty sami pustili odstraněním zábran a gesty je nabádali, aby došli až k samotné budově.
V té době zde probíhalo zasedání obou komor Kongresu, který se zabýval sčítáním hlasů volitelů a řešil námitky senátora Teda Cruze z Texasu a kongresmana Paula Gosara ze čtvrtého okrsku Arizony proti volebním výsledkům v Arizoně. O příchodu demonstrantů byli politici uvnitř budovy informováni. Ti posléze jednání přerušili a přesunuli se do dalších prostor v komplexu Kapitolu.

### Vniknutí do komplexu
Demonstrace před Kapitolem se vystupňovala ze skandování v nepokoje a dobývání se do hlavní budovy. Krátce před 14. hodinou demonstranti rozbili prosklená okna a dveře a jimi postupně pronikli dovnitř.
Demonstranti pronikli bezpečnostními opatřeními, vstoupili do Kapitolu a obsadili evakuované sídlo Senátu. Příslušníci ostrahy tasili ruční palné zbraně a použili slzný plyn, aby zabránili vstupu do evakuované Sněmovny reprezentantů, přesto útočníci pronikli i do jednacího sálu Sněmovny. Část útočníků byla podle federálních úřadů odhodlaná zajmout poslance a část je chtěla zabít. Na záběrech z Kapitolu je zachycen muž se stahovacími pásky na ruce. Několik budov v komplexu Kapitolu bylo evakuováno a všechny budovy v komplexu byly následně uzamčeny.
Při útoku byly z některých kanceláří odcizeny potenciálně citlivé materiály, např. pracovní notebook Nancy Pelosiové.

### Nastolení pořádku
Opětovné zabezpečení budovy bylo oficiálně oznámeno v 17.40 hod. místního času. Město Washington vyhlásilo již na šestou hodinu podvečerní zákaz vycházení. Na místo incidentu byla (asi 3 hodiny po začátku nepokojů) povolána Národní garda USA; její nasazení schválili úřadující ministr obrany Christopher Miller a viceprezident Mike Pence (nikoli Donald Trump, který si povolání gardy později přisvojil). Přes narušení schůze, která musela být kvůli útokům přerušena, bylo po zásahu bezpečnostních složek jednání zákonodárců obnoveno a Senát v brzkých ranních hodinách 7. ledna 2021 potvrdil Joea Bidena do funkce prezidenta Spojených států amerických.

## Oběti

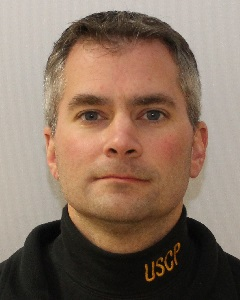
Policista Brian D. Sicknick zemřel na následky zranění během nepokojů

Při potyčkách bylo zraněno více než 50 příslušníků policejní ochrany Kongresu a metropolitní policie, jeden z nich, Brian Sicknick, zemřel poté, co utrpěl dvě mrtvice den po útoku na Kapitol USA. 
Během potyček u zabarikádovaných dveří Sněmovny byla jedna žena, Ashli Babbittová, postřelena bezpečnostními složkami, když se snažila prolézt rozbitými dveřmi; následkům zranění později po převozu do nemocnice podlehla. Tři další lidé zemřeli v průběhu dne v důsledku různých zdravotních komplikací. Jedna z protestujících byla ušlapána. Mimo jiné byly do nemocnic převezeny osoby se zlomeninami způsobenými při šplhání po západní fasádě Kapitolu, došlo také k srdečním zástavám.
Někteří policisté, kteří čelili davu násilných podporovatelů Donalda Trumpa, následně vypovídali o traumatech způsobených násilím a rasovými urážkami. V důsledku událostí několik policistů spáchalo sebevraždu. Již koncem ledna 2021 ředitel metropolitní policie Robert J. Contee uváděl dva případy příslušníka kongresové ochranky Howarda Liebengooda a metropolitního policisty Jeffreyho Smithe, druhým policistou v pořadí byl 10. července Kyle DeFreytag, třetím pak koncem července 2021 Gunther Hashida.

## Důsledky
V souvislosti s demonstracemi bylo celkově zatčeno více než 90 lidí a minimálně 56 z nich následně obviněno.
Byla nalezena tři improvizovaná výbušná zařízení: jedno na půdě Kapitolu a po jednom v kancelářích Republikánského národního výboru a Demokratického národního výboru poblíž Kapitolu. Z kanceláří senátorů měla být ukradena různá zařízení, dokumenty, osobní počítače apod. Zničena byla technika novinářských týmů.
Kvůli incidentu odstoupili někteří vysoce postavení funkcionáři ochranky: šéf policejního sboru Kapitolu Steven Sund, šéf bezpečnosti Senátu Michael Stenger a šéf bezpečnosti ve Sněmovně reprezentantů Paul Irving. Odstoupili čtyři členové Trumpova kabinetu (ministryně dopravy Elaine Chaová, ministryně školství Betsy DeVosová, ministr vnitřní bezpečnosti Chad Wolf a ministr zdravotnictví a sociálních služeb Alex Azar) a na svou funkci rezignoval také náměstek bezpečnostního poradce Bílého domu Matt Pottinger.
Suspendováni byli dva policisté. Jeden demonstrantům pomáhal s orientací v budově, druhý se s nimi fotografoval.
Na základě v médiích zveřejněných záznamů přišla o práci řada demonstrantů, kteří se vniknutí do Kapitolu přímo zúčastnili, nebo lidí, kteří celou událost schvalovali na sociálních sítích.
Na přelomu března a dubna 2021 dva policisté Kapitolu podali žalobu na Donalda Trumpa za podněcování davu k útoku na Kapitol. Dne 26. srpna 2021 skupina sedmi policistů Kapitolu podala v D.C. žalobu na Donalda Trumpa, organizátory „Stop the Steal“ a některé extrémně pravicové skupiny, které se podílely na útoku na Kapitol.
Peter Schwartz, jeden z demonstrantů, který při útoku mimo jiné napadl policisty pepřovým sprejem, byl 5. května 2023 odsouzen na 14 let a 2 měsíce ve vězení. Jde do té doby o nejvyšší trest udělený účastníkovi útoku.

## Odezva a hodnocení událostí

### Veřejnost
Sociálními médii se okamžitě začala šířit řada záznamů z vniknutí, rozpoutala se i veřejná debata o přístupu ozbrojených složek, neboť na některých záznamech bylo vidět, jak někteří policisté Kapitolu protestující pouští skrz zábrany nebo se s nimi fotí. Přístup jednotek byl porovnáván s razancí při protestech hnutí Black Lives Matter; na tento rozdíl upozornil například britský deník The Guardian a ve svém projevu jej zmínil také nastupující prezident Joe Biden.
Společnost YouGov provedla 6. ledna v pět hodin odpoledne průzkum, z něhož vyplynulo, že útok schvaluje 21 % dotázaných a neschvaluje 71 %. Mezi republikánskými voliči schvalovalo akci 45 % a neschvalovalo 43 %. 52 % registrovaných republikánů označilo za viníka Joe Bidena. S okamžitým odstavením prezidenta Trumpa z úřadu souhlasilo 50 % respondentů.

### Média
Bezprostředně po útoku začala média řešit, kdo se vlastně útoku zúčastnil. Současně se začala šířit řada nepodložených informací, které byly v následujících hodinách postupně vyvraceny. Ukázalo se, že mezi v médiích značně viditelnými figurami byli jak aktivisté z hnutí QAnon, tak i některé postavy americké krajně pravicové extremistické scény, včetně některých známých neonacistů nebo členů skupiny Proud Boys. Naopak bezprostředně po útoku se nenašly žádné spolehlivé důkazy pro šířící se tvrzení, že by mezi útočníky byli maskovaní odpůrci prezidenta Trumpa například z řad hnutí Antifa.
Nepokoje a útoky na Kapitol byly popsány jako povstání, pobuřování a domácí terorismus. Některé zdroje jej označily jako pokus o státní převrat. Tento incident byl od vypálení Washingtonu v roce 1814 během britsko-americké války prvním, kdy byl Kapitol obsazen.
Podle některých amerických médií nese za prolomení ochrany Kapitolu odpovědnost i nedostatečně připravená kongresová policie, která navzdory svému povědomí o připravovaných masivních protestech nezažádala o součinnost dalších bezpečnostních složek; nedostatečná opatření ochranky Kongresu kritizovali mimo jiné i její bývalý šéf nebo bývalý šéf washingtonské policie. Posléze bylo zahájeno vyšetřování postupů kongresové policie.
V únoru 2022 český Náboženský infoservis přinesl článek o náboženském a nacionálním rozměru tohoto útoku. Ukazuje se, že křesťanský nacionalismus je výhostí zejména pravicového spektra společnosti.

### Soukromé společnosti
Některé velké společnosti a banky přestaly finančně podporovat politiky. Buď plošně všechny, nebo cíleně republikánské politiky, kteří odmítali potvrdit výsledky voleb.

### Sociální sítě
Poté, co byl prezidentu Trumpovi dočasně zablokován účet na Facebooku, Twitteru, Instagramu a Snapchatu, dne 9. ledna 2021 mu Twitter zrušil osobní účet s 88,7 miliony sledujících trvale. Účet na Twitteru Trump užíval po celé volební období jako jeden ze svých hlavních komunikačních prostředků. Twitter také zablokoval 70 000 účtů, které šířily konspirační teorie, z nichž nejvýraznějším byl účet QAnon. Facebook začal odstraňovat příspěvky s textem "stop the steal", tedy s odkazem na podvody při prezidentských volbách. Také YouTube přistoupil k blokacím, když smazal dva kanály Stevea Bannona, bývalého poradce prezidenta Trumpa.
V reakci na blokaci svých účtů založil prezident účet na sociální síti Parler, která si zakládá na minimálních zásazích do obsahu uživatelů, díky čemuž si ji oblíbili krajně pravicově orientovaní uživatelé a hojně se na ní sdílí dezinformace. Společnosti Apple a Google 8. ledna oznámily tvůrcům, že pokud nebudou aktivně přistupovat k moderaci obsahu, vyřadí aplikaci ze svých mobilních obchodů. K tomuto kroku posléze obě společnosti přistoupily. Společnost Amazon poté ukončila hostování webu Parler na svých serverech. K nějaké formě restrikcí přistoupily také společnosti Spotify, Shopify, Reddit, TikTok, Twitch, Discord a Pinterest.

### Američtí politici
V brzkých odpoledních hodinách dne 6. ledna Trump odsoudil Mika Pence za to, že „neudělal, co by se mělo udělat pro ochranu naší země a naší ústavy“, přestože Pence neměl ústavní pravomoc odmítnout Bidenovo vítězství. V 16.22 hodin místního času vyzval Trump své příznivce na Twitteru, aby „šli v klidu domů“, demonstranty zároveň označil za „vlastence“ a „výjimečné“, napsal, že je „miluje“, a zopakoval svá neprokázaná obvinění z volebních podvodů. Toho večera Twitter poprvé Trumpův účet na 12 hodin zablokoval a skryl tři jeho tweety kvůli porušení jeho politiky občanské integrity. Rovněž Facebook a YouTube video s Trumpovým projevem smazaly. O dva dny později prezident vystoupil s oficiálním vyjádřením. Demonstranti, kteří vstoupili do budovy Kapitolu, podle něj poskvrnili sídlo americké demokracie, ti, kteří se účastnili násilí a ničení, nereprezentují Spojené státy, a ti, kteří porušili zákon, budou platit. Vyzval občany k uklidnění a současnou dobu označil za čas pro uzdravení a smíření společnosti. Prezident se nyní podle vlastních slov zaměří na hladké předání moci.
Násilné nepokoje odsoudili bývalí demokratičtí prezidenti Bill Clinton a Barack Obama i někdejší republikánský prezident George W. Bush. Všichni přímo či nepřímo kladli podíl viny na eskalaci situace dosluhujícímu prezidentovi Trumpovi a některým jeho republikánským spolustraníkům, kritizovali Trumpovu ostrou rétoriku a jeho odmítání uznat výsledky voleb.
V následujících hodinách a dnech několik amerických politiků vyjádřilo názor, že by bylo vhodné prezidenta Trumpa odstavit od moci ještě před ukončením jeho mandátu. Jednalo se jak o politiky Demokratické strany (například Chuck Schumer či Nancy Pelosiová), tak i o politiky Republikánské strany (například Mitt Romney či Adam Kinzinger). Zmiňována přitom byla jak možnost impeachmentu (což by současně znemožnilo Trumpovi usilovat kdykoli v budoucnosti o zvolení do nějakého federálního úřadu), tak i možnost aktivace 25. ústavního dodatku.

### Zahraniční reakce
Předseda Evropské rady Charles Michel vyjádřil znepokojení a popřál Američanům poklidné předáni moci novému prezidentovi, podobně se vyjádřila také předsedkyně Evropské komise Ursula von der Leyenová. Jako šokující nerespektování demokratických voleb označil události generální tajemník NATO Jens Stoltenberg.
Český premiér Andrej Babiš na Twitter napsal, že „pevně doufá, že se tyto incidenty nebudou opakovat“. Český ministr zahraničí Tomáš Petříček uvedl, že Spojené státy nedaly dobrý příklad pro země, kde se o demokracii teprve bojuje.
Kanadský premiér Justin Trudeau vyjádřil znepokojení ze situace ve Washingtonu, zároveň i víru, že „americké demokratické instituce jsou silné“ a situace se brzy vrátí do normálu. Britský premiér Boris Johnson označil bouřlivé události v Kapitolu za ostudné. Německý ministr zahraničí Heiko Mass poukázal na Trumpovu štvavou rétoriku jako zdroj eskalace násilí a vyzval, aby „nepřátelé demokracie“ ustali s jejím pošlapáváním. Za „vážný útok na demokracii“ to označil také francouzský ministr zahraničí Jean-Yves Le Drian.
Mluvčí čínského ministerstva zahraničí přirovnala útok na Kapitol k událostem během protestů v Hongkongu v letech 2019–2020, kdy protivládní demonstranti vtrhli do budovy hongkongského parlamentu, zatímco zástupce ruské vlády přirovnal útok k událostem během Euromajdanu na Ukrajině, které vedly k pádu vlády Viktora Janukovyče v únoru 2014.

## Galerie

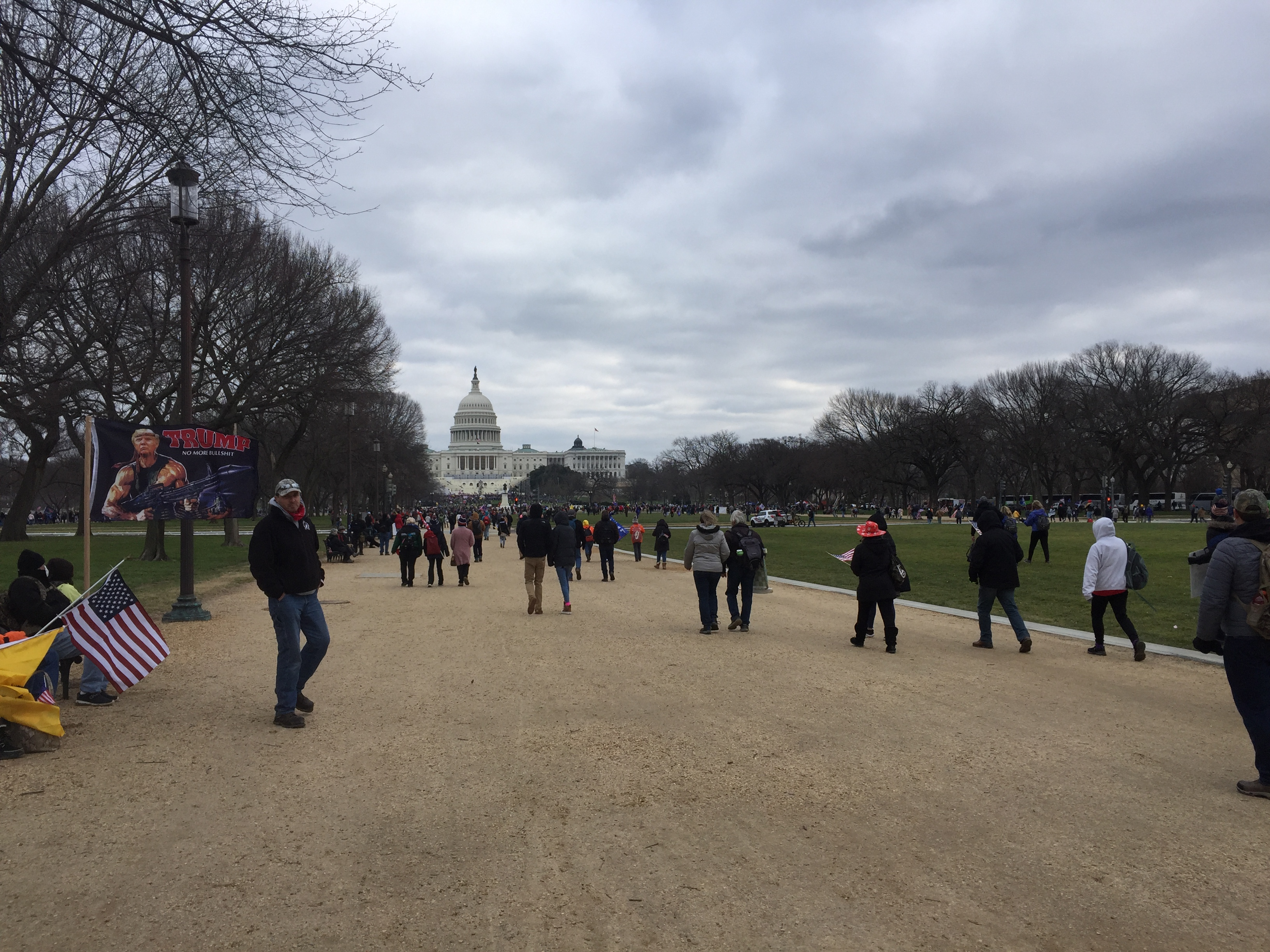
Lidé přicházejí parkem National Mall ke Kapitolu
- Video zachycující policejní jednotky uvnitř Kapitolu
- Video zachycující evakuaci Kapitolu
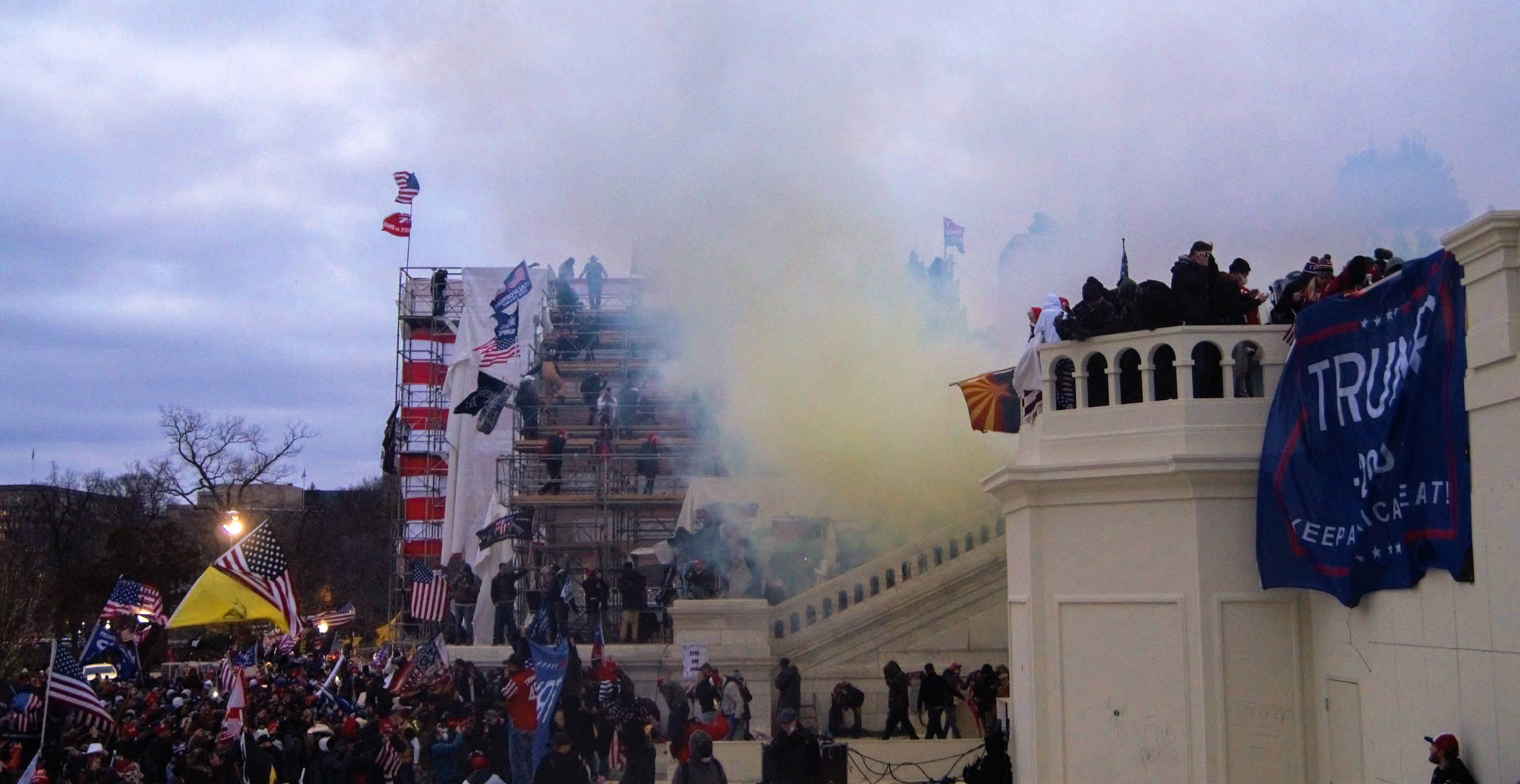
Použití slzného plynu u západního vchodu do Kapitolu
- Projev Donalda Trumpa vyzývající k rozpuštění demonstrace
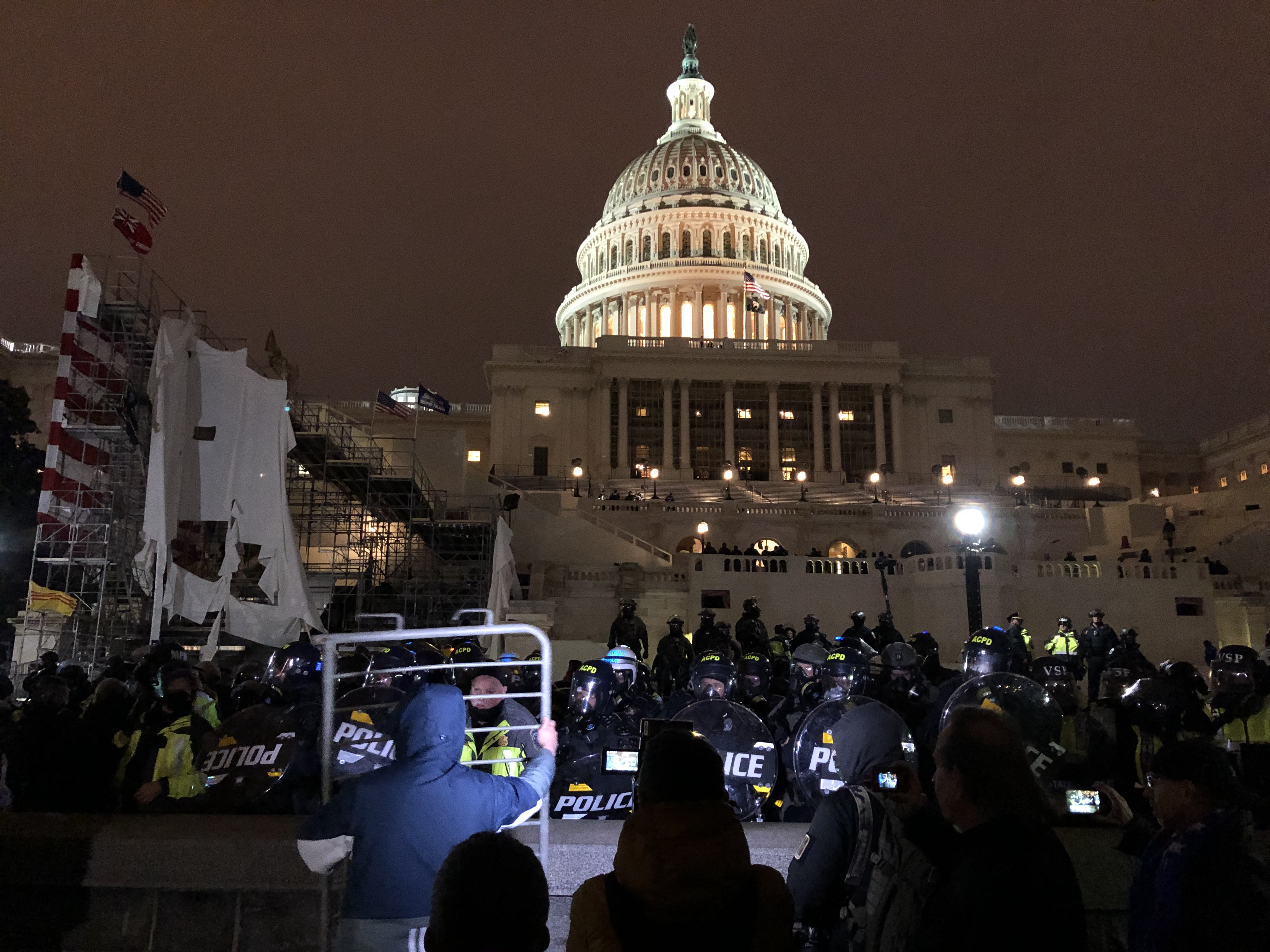
Znovuobsazení nejbližšího okolí Kapitolu policií ve večerních hodinách